# Caniche

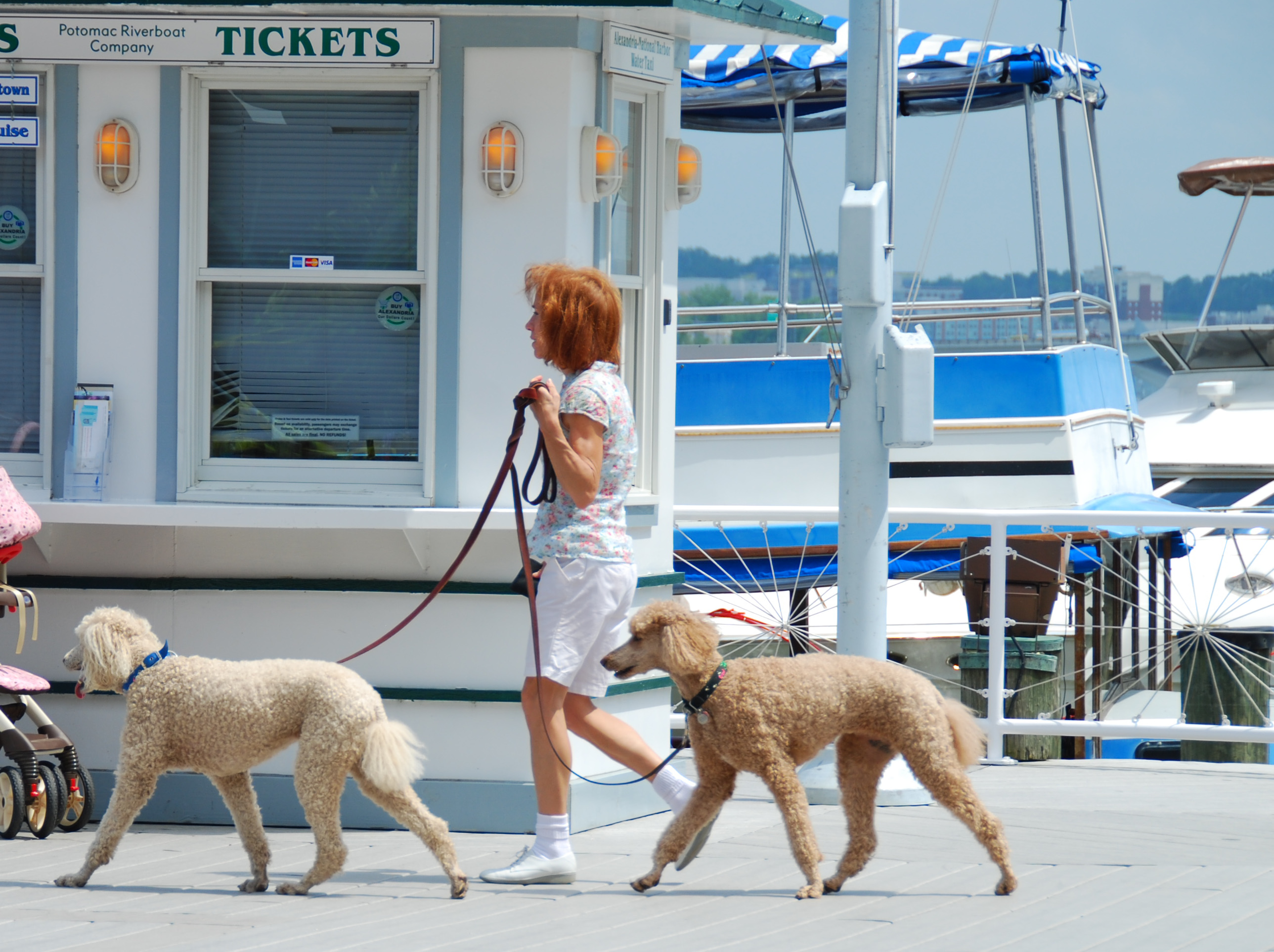
Grands caniches.

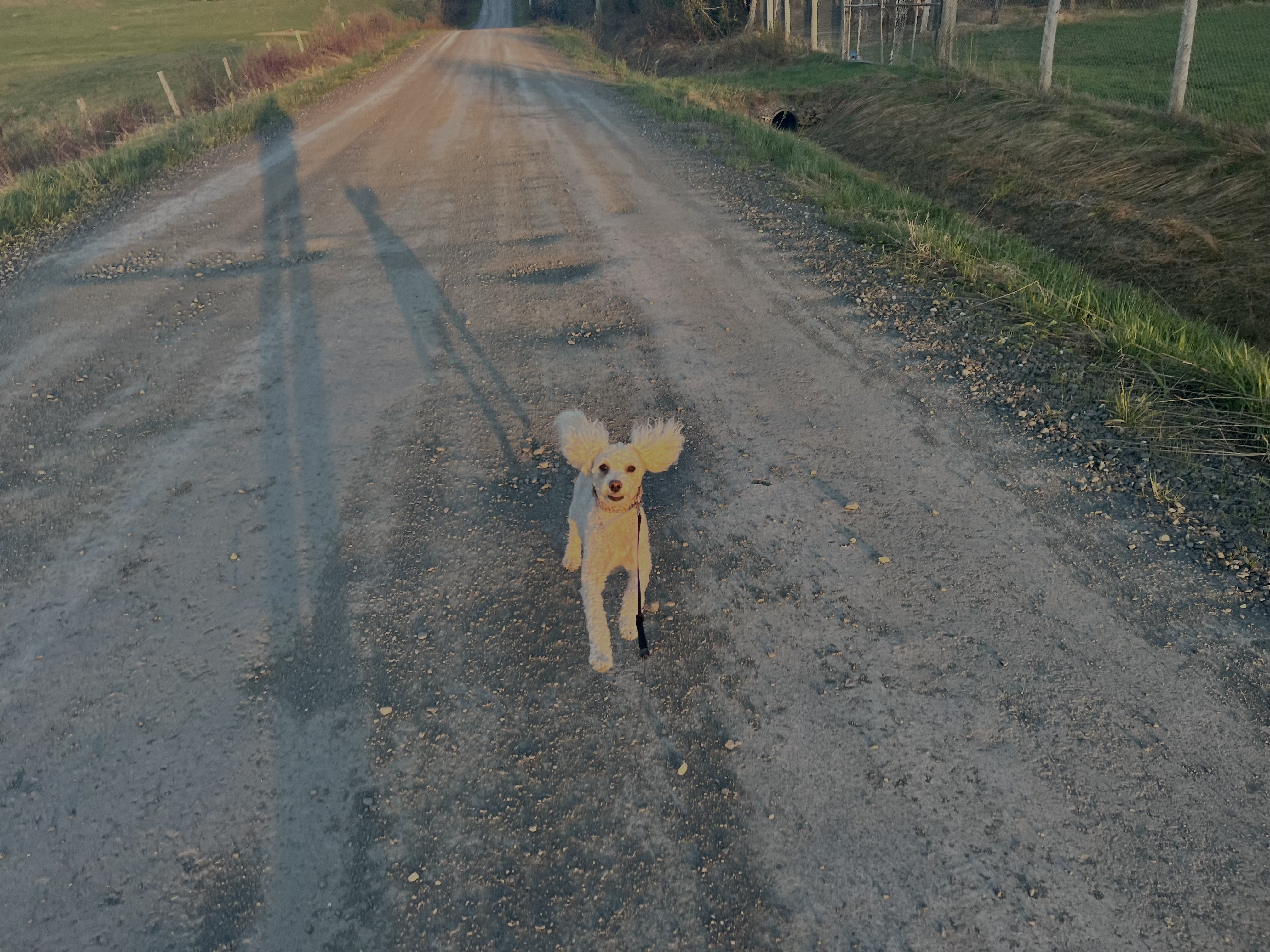
Petit caniche.

Le caniche est une race de chiens originaire de France selon la Fédération cynologique internationale (FCI) ou d'Allemagne selon l'American Kennel Club (AKC) et The Kennel Club (KC). C'était autrefois un chien adapté à la chasse au canard dans l'eau, ce qui explique le toilettage « en lion » qui lui est souvent appliqué, et qui était fort à la mode à la Belle Époque, il descend du barbet,.
Régulièrement utilisé dans différents domaines, comme animal de cirque, chien de chasse, chien-guide d'aveugle, chien d'agility ou chien de recherche, il est très polyvalent et est classé parmi les trois races canines les plus intelligentes (cf. livre The Intelligence of Dogs (en)).
Sa durée de vie moyenne varie entre 12 et 15 ans,.

## Histoire de la race
La véritable ascendance de cette race de chien n'est pas claire et reste contestée, en grande partie parce qu'elle est très ancienne. Les clubs canins de France ont toujours pensé qu'il était un descendant du Barbet. Cependant, d'autres organisations ont également pensé que ce chien était un très ancien épagneul d'eau allemand, notamment en raison de l'étymologie de son nom en allemand et en anglais : poodle ou Pudelhund tous deux dérivés du bas allemand pudeln qui signifie « éclabousser ». Le mot apparaît plus tôt que le nom français de ce chien dans les textes. Il est vrai qu'en 1936, lorsque la norme a été créée par la Fédération cynologique internationale (FCI), la race a été reconnue d'origine française, ; cette décision est en contradiction avec l'opinion actuelle d'autres clubs canins dans le monde, et les cynologues modernes attribuent aux deux pays le développement du caniche et pensent que le chien est lié à la fois au Barbet et aux chiens de chasse allemands datant du XIVe siècle, avec un croquis de Albrecht Dürer prouvant leur présence au minimum à la Renaissance en Allemagne,,. Une autre preuve se trouve dans les écrits d'un médecin suisse Conrad Gessner, qui a fourni le premier traité connu sur la race en 1555. La description donnée correspond au caniche standard.

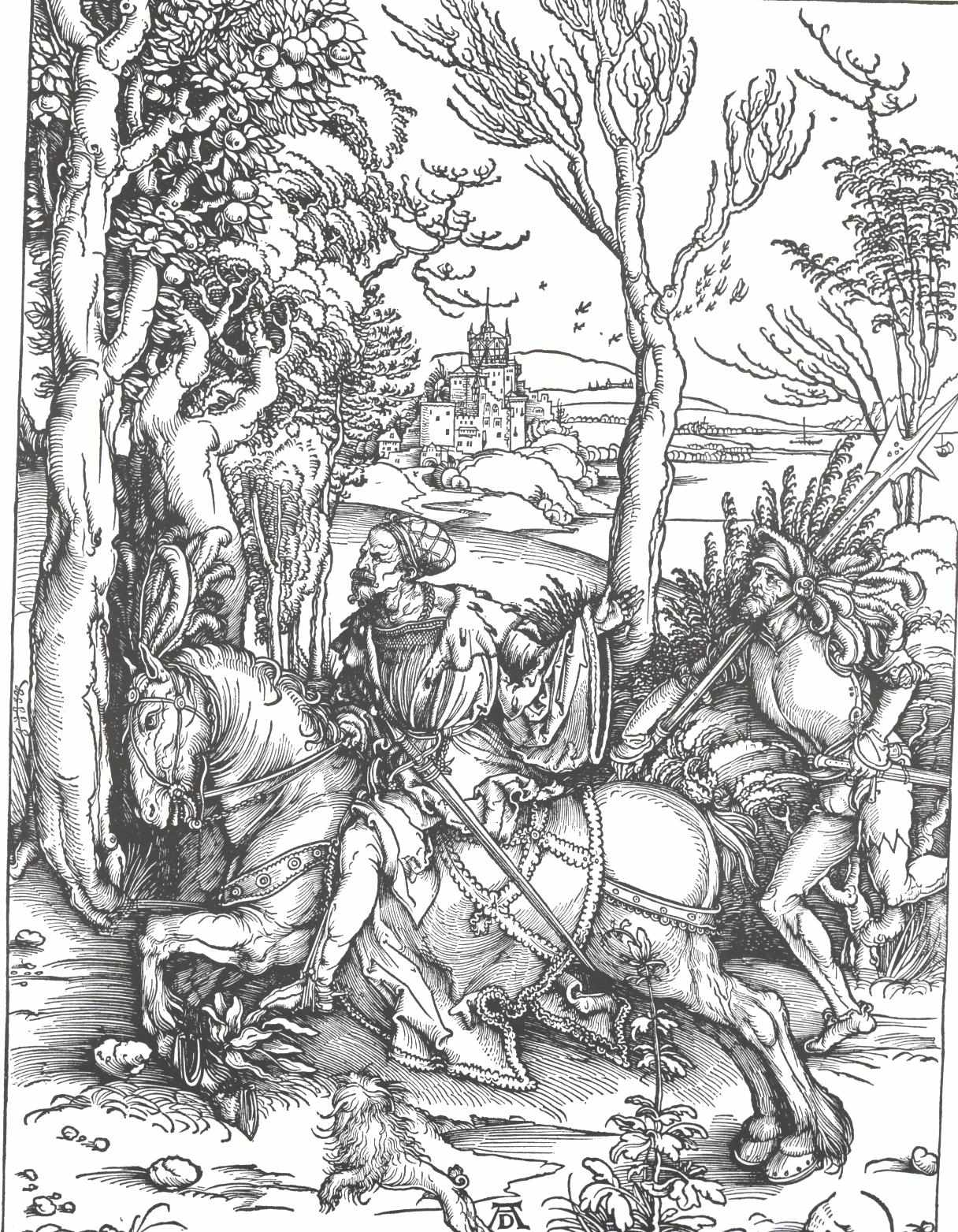
Une caniche dans la chasse, par Dürer.

La race a rapidement franchi la frontière entre l'Allemagne et la France. C'était un favori des nobles français pendant des centaines d'années. Comme dans la plupart des pays européens, la chasse était un passe-temps des riches et, naturellement, le caniche était un chien précieux qui se répandit en Allemagne au plus tard en 1600. Il existe des preuves que le caniche est devenu un chien de la royauté française à partir du règne d'Henri III. , La tendance s'est poursuivie jusqu'au XVIIIe siècle jusqu'à la fin de la monarchie française, les trois derniers rois de France ayant chacun au moins un caniche, bien qu'au XVIIIe siècle pas nécessairement le chasseur de canard[pas clair]. C'est à ce stade que les plus petits types de caniche commencent à apparaître dans les portraits et les enregistrements à Versailles, à la fois comme animaux de compagnie des rois et de ses courtisans. C'est également à cette période que les coupes de cheveux les plus étranges ont été accordées aux petits caniches, car il est devenu très à la mode chez les femmes de créer des looks bouffants pour que leurs chiens soient assortis à leurs cheveux.
En 1621, Gervase Markham a publié un traité de chasse à la sauvagine à Londres qui comprenait une gravure sur bois de cette race de chien, indiquant leur présence en Angleterre à l'époque. Une autre preuve de leur propagation à travers l'Europe se trouve dans un autoportrait de Rembrandt, créé environ une décennie plus tard. Les mots de Markham dans son traité décrivent le rasage pratique du caniche en été et aussi où et comment le chien a été tondu pour la chasse au canard, avec des poils supplémentaires sur ses chevilles pour plus de chaleur par temps frais. Cela serait pris à cœur par de très riches Anglais de l'époque Stuart, dont le prince Rupert du Rhin : son chien Boye était son compagnon légendaire pendant la Guerre Civile Anglaise. Il faudra attendre le milieu du XVIIIe siècle pour que le caniche se transforme en chien de garde pour les aristocrates et suive les tendances en France.

### LeXIXesiècle
Le caniche est resté un chien de la bourgeoisie et des classes supérieures au cours du XIXe siècle.

## Caractère
Les caniches sont réputés pour être des chiens joyeux, curieux, sympathiques et intelligents.
Le caniche est facile à dresser, malgré son fort caractère, grâce à sa grande intelligence. Son éducation se doit d'être cohérente, et toute commande bien exécutée récompensée par un geste affectueux ou une louange. Ne jamais user de force avec un caniche. Les petits, si faciles à vivre et donc souvent privés de l'éducation plus spontanément offerte aux moyens et aux grands, peuvent devenir jappeurs. Sinon, ils n'aboient guère. S'ils donnent de la voix à la maison, c'est bien pour alerter leur entourage d'une présence ou d'un bruit inhabituel. Excellents chiens de garde, ils s'adaptent facilement à de nombreuses situations et au rythme de vie de leur propriétaire. Le grand caniche quant à lui est d'une nature calme et n'aboie que très rarement.

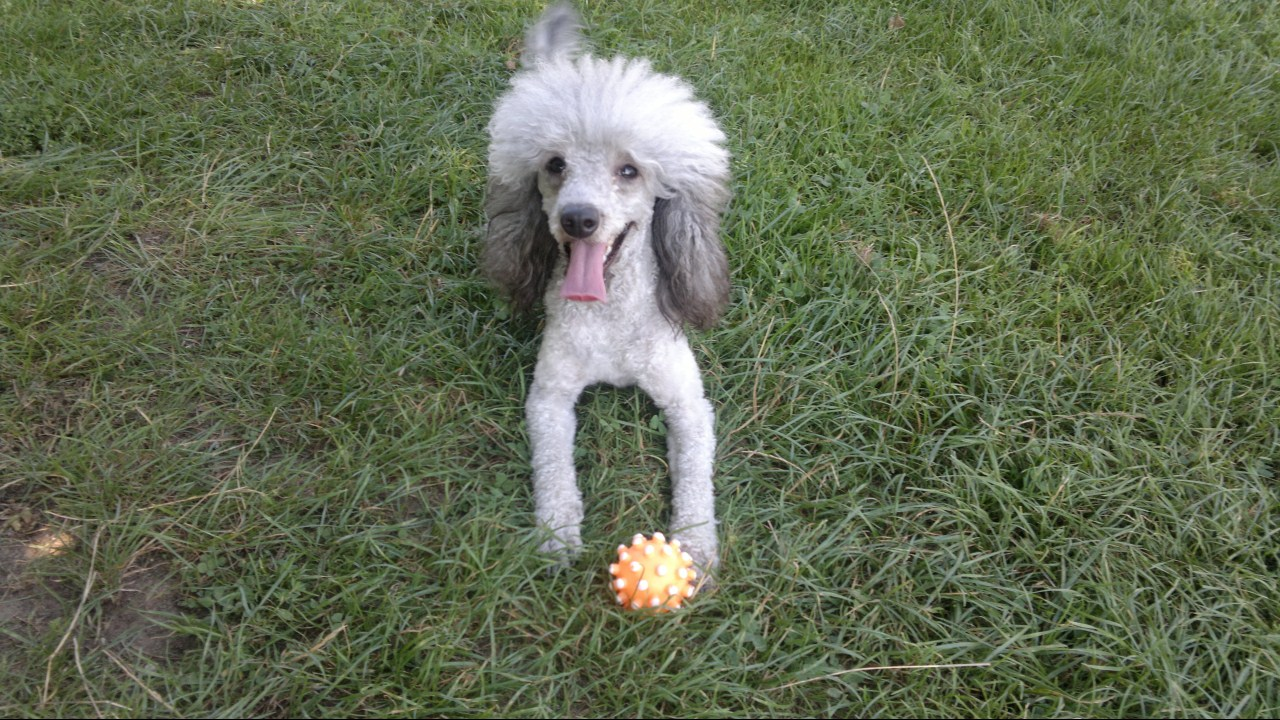
Un caniche moyen gris et son jouet.

Ils peuvent se contenter de peu d'exercice, mais les jeux feront leur bonheur et celui de leurs maîtres. Néanmoins, un caniche, quelle que soit sa taille, sera de bien plus agréable compagnie s'il lui est donné d'accompagner ses maîtres un peu partout et de se défouler régulièrement. Ce sont d'excellents chiens de jeux et de compagnie.
Au Canada, le caniche est la 4e race de chien la plus populaire entre 2015 et 2020, selon le club canin canadien.

## Standard (résumé)

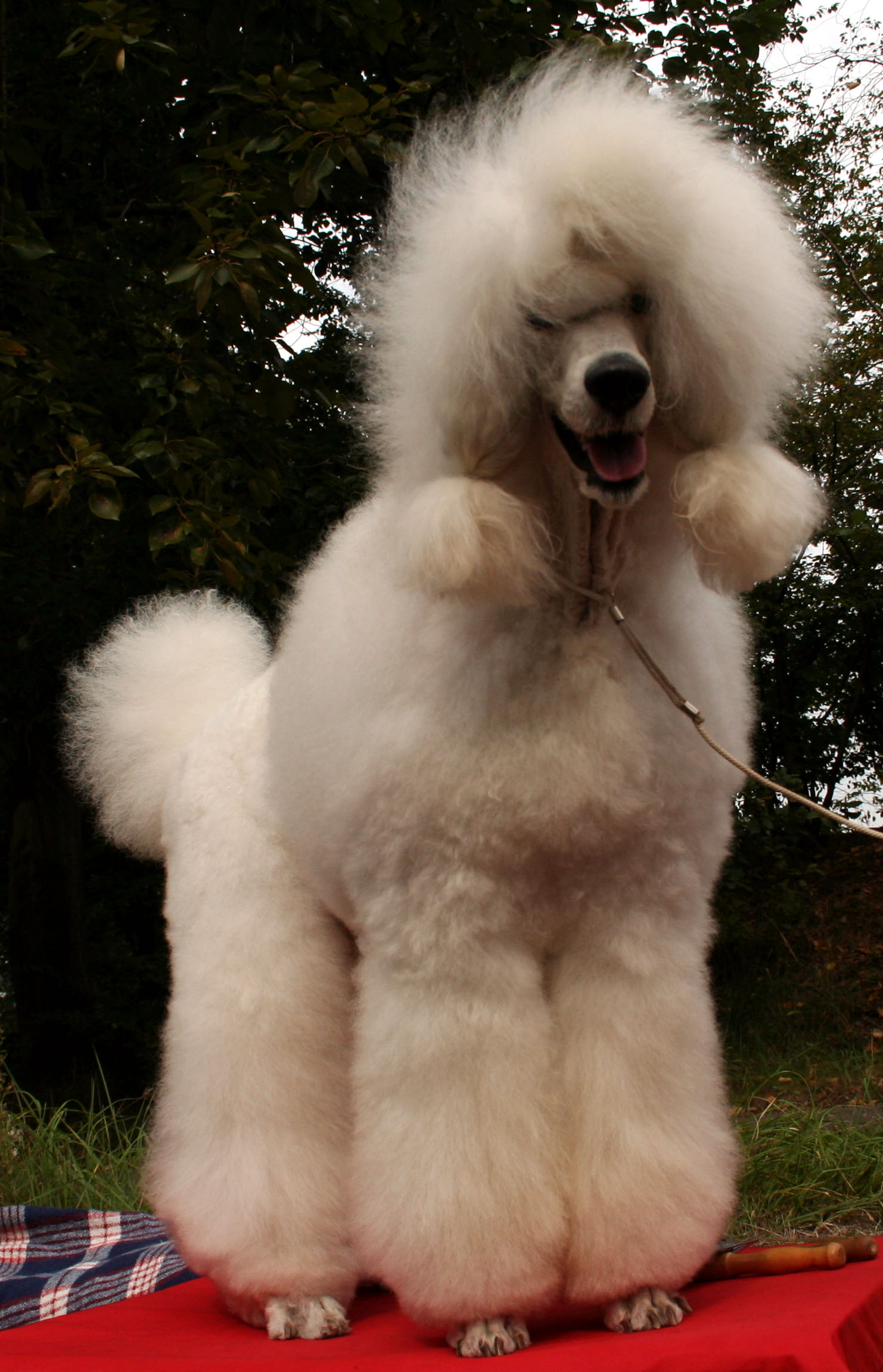
Caniche toiletté.

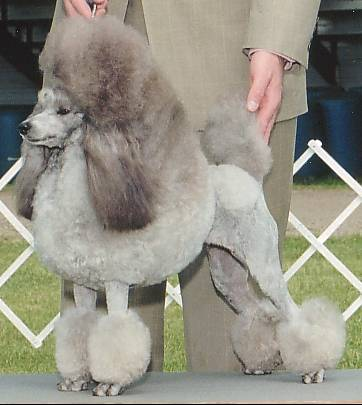
Caniche gris toiletté « à la lion ».

Le standard selon la Fédération cynologique internationale (FCI) :
Taille :
- Grands caniches : Au-dessus de 45 cm et jusqu'à 60 cm avec une tolérance de 2 cm en plus. Le grand caniche doit être la reproduction agrandie et développée du caniche moyen dont il garde les mêmes caractéristiques.

- Caniches moyens : Au-dessus de 35 cm et jusqu'à 45 cm.

- Caniches nains : Au-dessus de 28 cm et jusqu'à 35 cm. Le caniche nain doit offrir dans son ensemble l'aspect d'un caniche moyen réduit, en conservant autant que possible les mêmes proportions et en ne présentant aucun signe de « nanisme ».

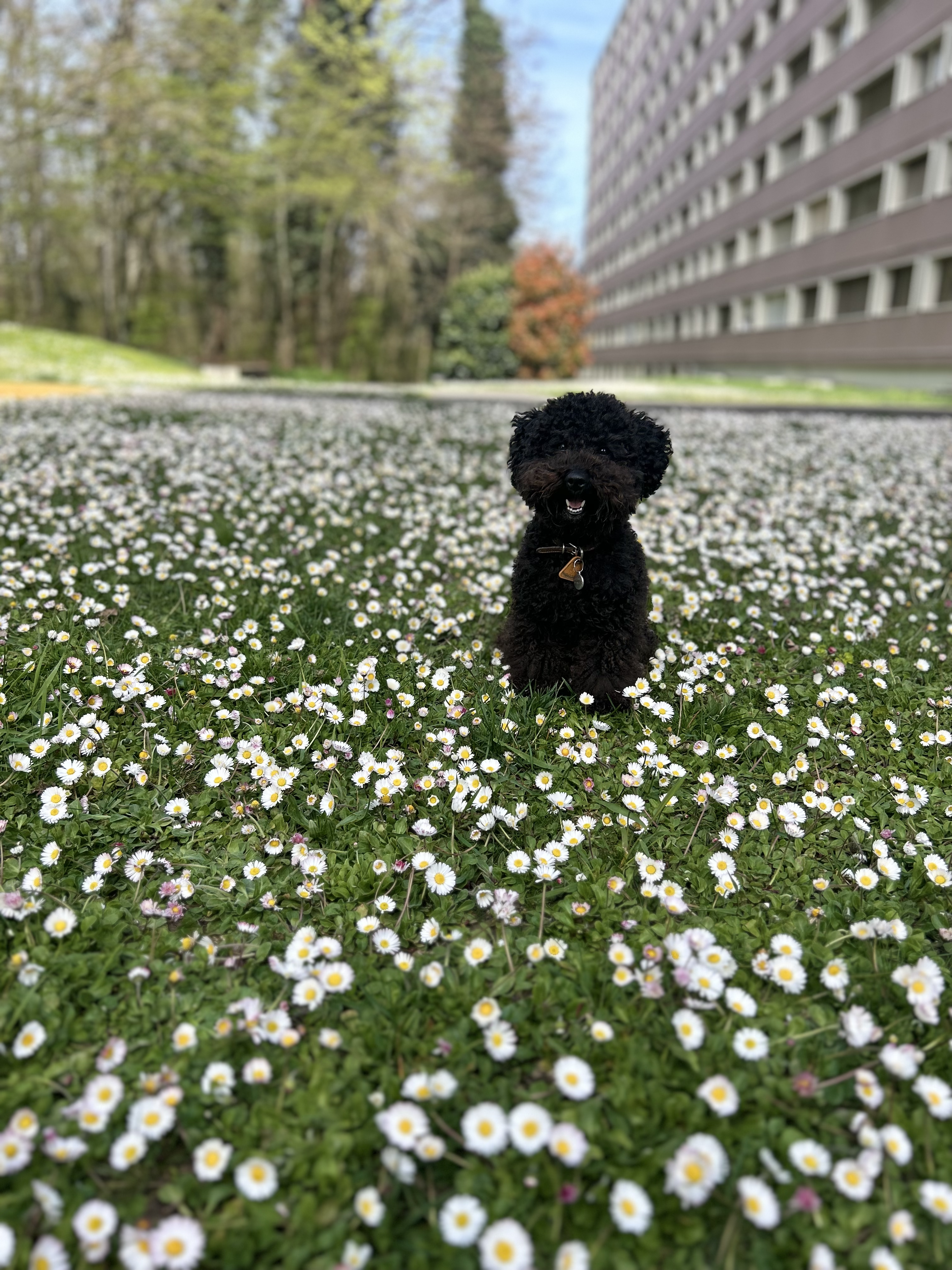
Noir - Caniche toy

- Noir - Caniche toy Caniches toys : Au-dessus de 24 cm et jusqu'à 28 cm (idéal recherché : 25 cm) (tolérance de moins 1 cm). Le caniche toy conserve, dans son ensemble, l'aspect du caniche nain et les mêmes proportions générales répondant à toutes les exigences du standard. Tout signe de « nanisme » est exclu, seule la crête occipitale peut être un peu moins accusée.

Couleur :
- Poil unicolore : noir, blanc, marron, gris, fauve orangé (abricot) et fauve rouge.

- Le marron : doit être soutenu, assez foncé, uniforme et chaud. Le beige et ses dérivés plus clairs ne sont pas admis.

- Le gris : doit être uniforme, d'un ton soutenu, ni noirâtre ni blanchâtre.

- Le fauve orangé : doit être d'une teinte uniforme sans tirer sur le fauve pâle, ou sable, ni sur le fauve rouge.

- Le fauve rouge : doit être d'une teinte uniforme sur toute la robe. Il ne doit en aucun cas tirer sur le fauve orangé.Le fauve rouge - Le standard.

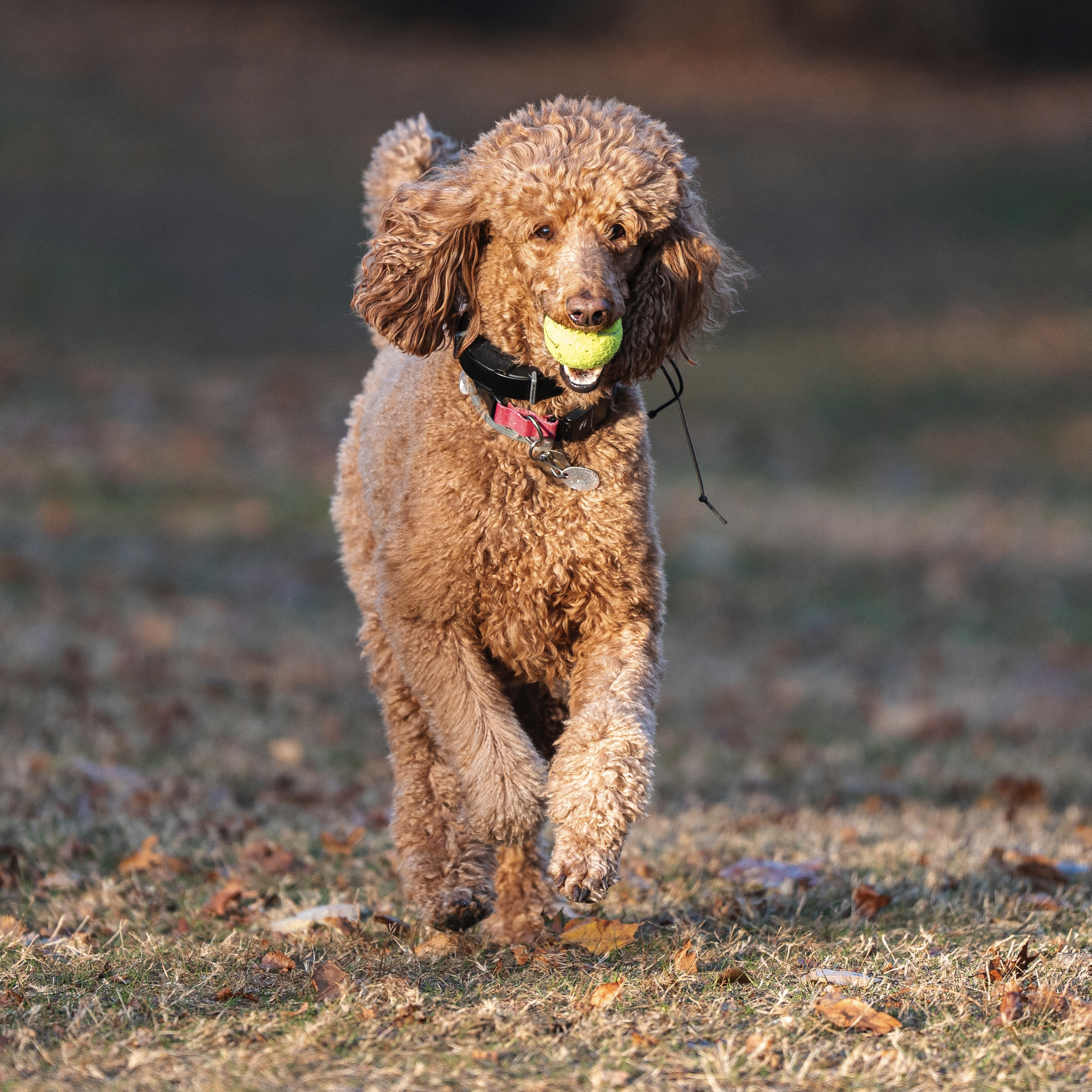
Le fauve rouge - Le standard.

Paupières, truffe, lèvres, gencives, palais, orifices naturels, scrotum, coussinets sont bien pigmentés.
Le standard selon le Club canin canadien (dit aussi Canadian Kennel Club ou CKC) prévoit trois tailles de caniche :
- Caniche (grand)

Mesure plus de 38,1 cm (15 po) au point le plus haut du garrot.
- Caniche (moyen)

Mesure 38,1 cm (15 po) ou moins au point le plus haut du garrot avec une taille minimum
supérieure à 25,4 cm (10 po).
- Caniche (nain)

Mesure 25,4 cm (10 po) ou moins au point le plus haut du garrot.
Il existe six couleurs (robes) reconnues par la FCI :
- Noir
- Marron (brun pâle et brun foncé)
- Gris
- Abricot (ou fauve orangé)
- Blanc
- Rouge fauve

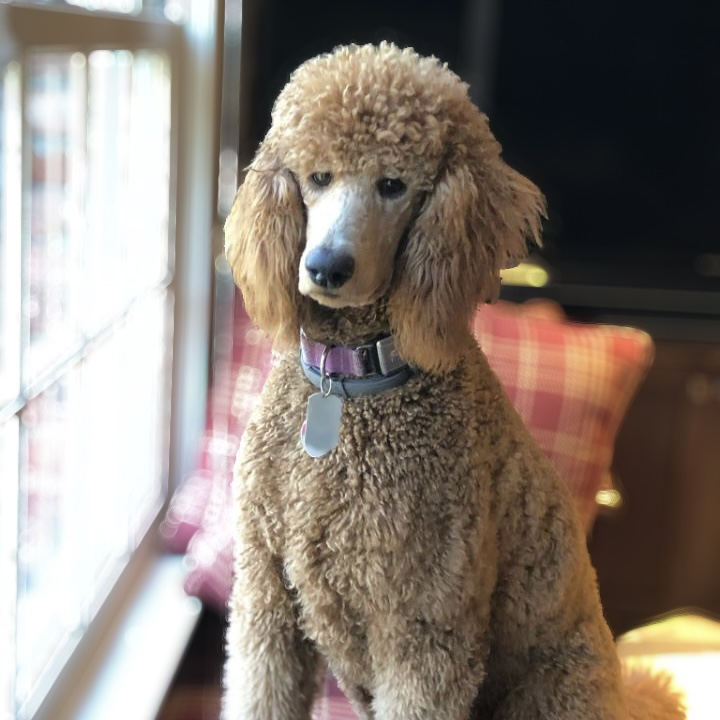
Abricot - Le standard.

De plus, il existe deux types de poils, le caniche bouclé, le plus souvent représenté, et le caniche cordé, où des amas de poils frisés forment des petites cordes qu'on laisse grandir, à l'instar du chien « Komondor » ou du « Puli » hongrois.
Le Club du caniche de France détient le standard de la race. Toutefois, certains pays ont sélectionné d'autres variantes qui ne sont pas reconnues par la FCI, notamment :
- Le caniche bicolore ou arlequin (blanc et noir) (blanc et marron) (blanc et bleu) (blanc et gris) et (noir et feu)

est reconnu au Canada par le Club canin canadien comme un caniche de race pure, mais ne peut représenter sa race aux expositions.
Ce caniche bicolore a été retrouvé sur des toiles de peintres dans les années 1500. Provenant de parents à couleurs unies, certains éleveurs en ont fait une spécialité (chien de compagnie). Les motifs (marking) sur son pelage ne sont jamais identiques d'un chiot à l'autre dans la même portée. Très bon nageur, le toilettage en lion lui permettait d'avoir une flottaison adéquate, afin de récupérer le gibier dans les étangs à la chasse à la sauvagine.
Depuis 2015, les caniches pluricolores sont reconnus en France sous le nom de "chien particolore à poil frisé" ou CPPF jusqu'en 2021, puis sous le nom de "chien pluricolore à poil frisé".

## Soins et santé
Ce sont des chiens qui, en bonne santé, ne perdent pas leurs poils mais ont besoin d'être toilettés régulièrement. Cette race a un large choix de coupes comme la coupe « lion continental », « moderne », « puppy », « terrier », etc. Il est important de préciser que pour les concours, il n'y a que certaines coupes autorisées.
Un des gros points faibles du caniche est sans aucun doute ses oreilles. Très fragiles, elles demandent des soins réguliers et rigoureux. Sans cela, ces chiens peuvent développer de multiples otites plus ou moins importantes qui peuvent avoir de graves conséquences sur leur santé.
Son espérance de vie est en moyenne de 15 ans, c'est donc un chien très robuste mais qui demande tout de même des soins particuliers.

## Photos

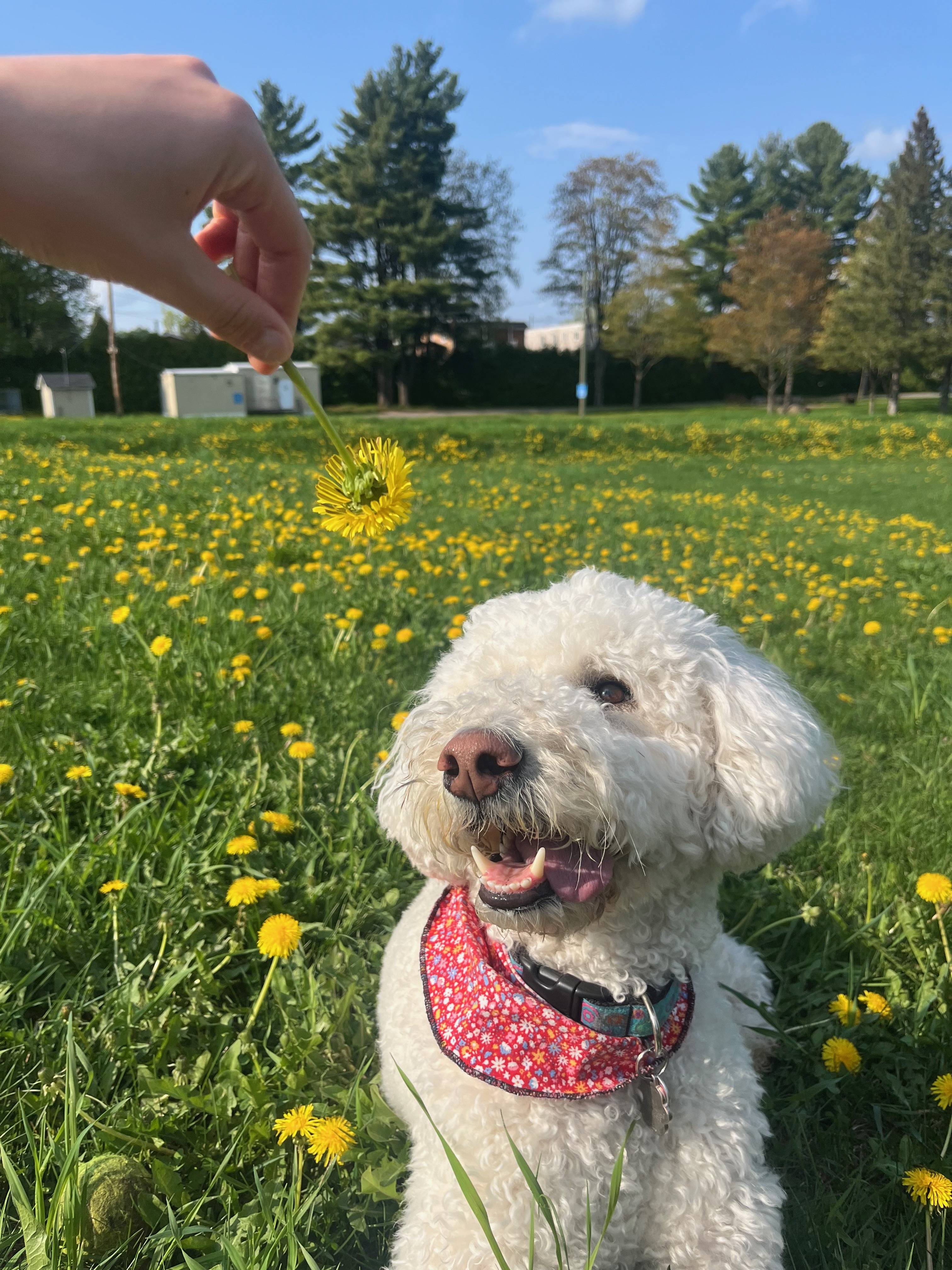
Caniche royal blanc.
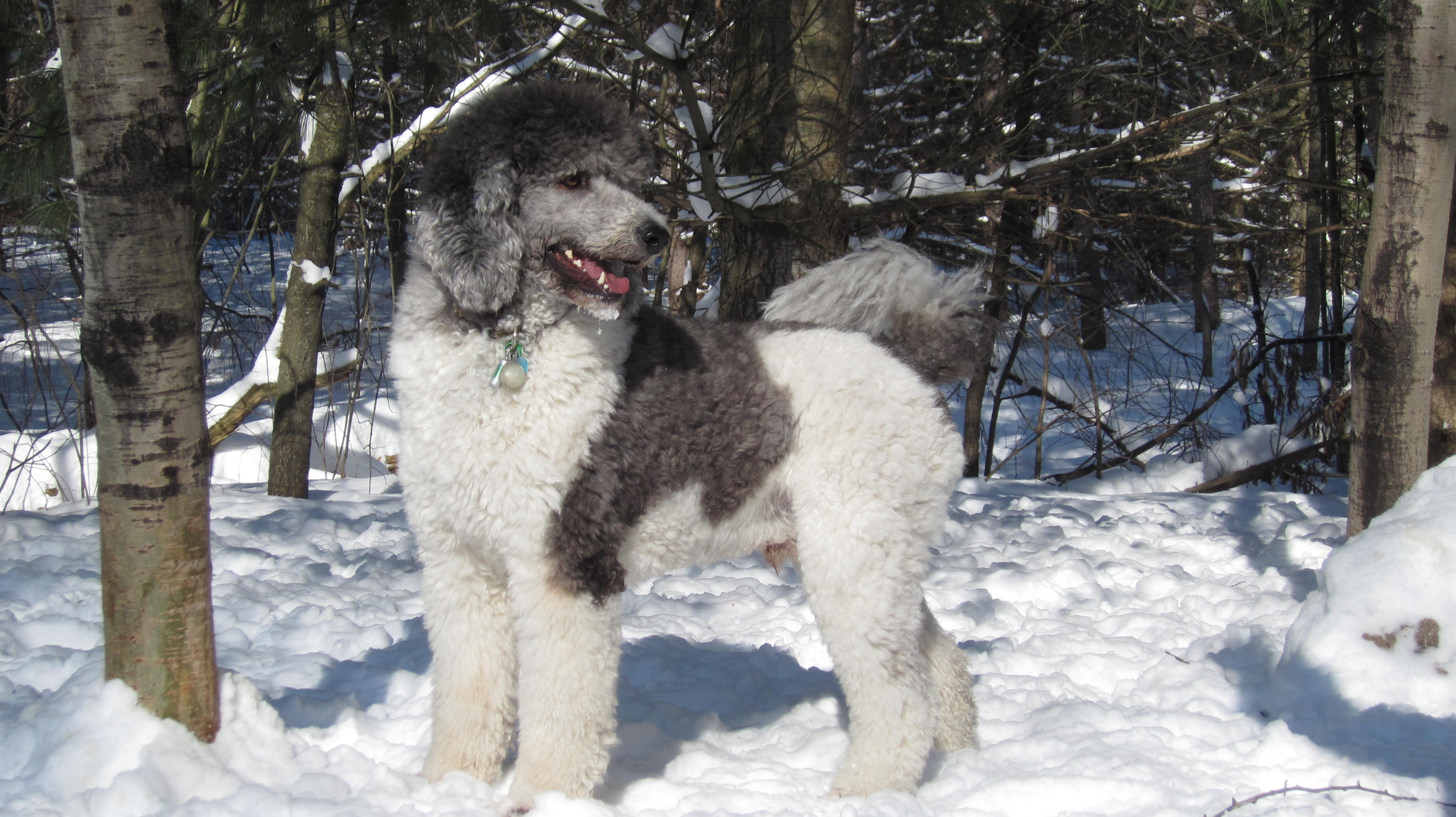
Caniche parti-couleur.
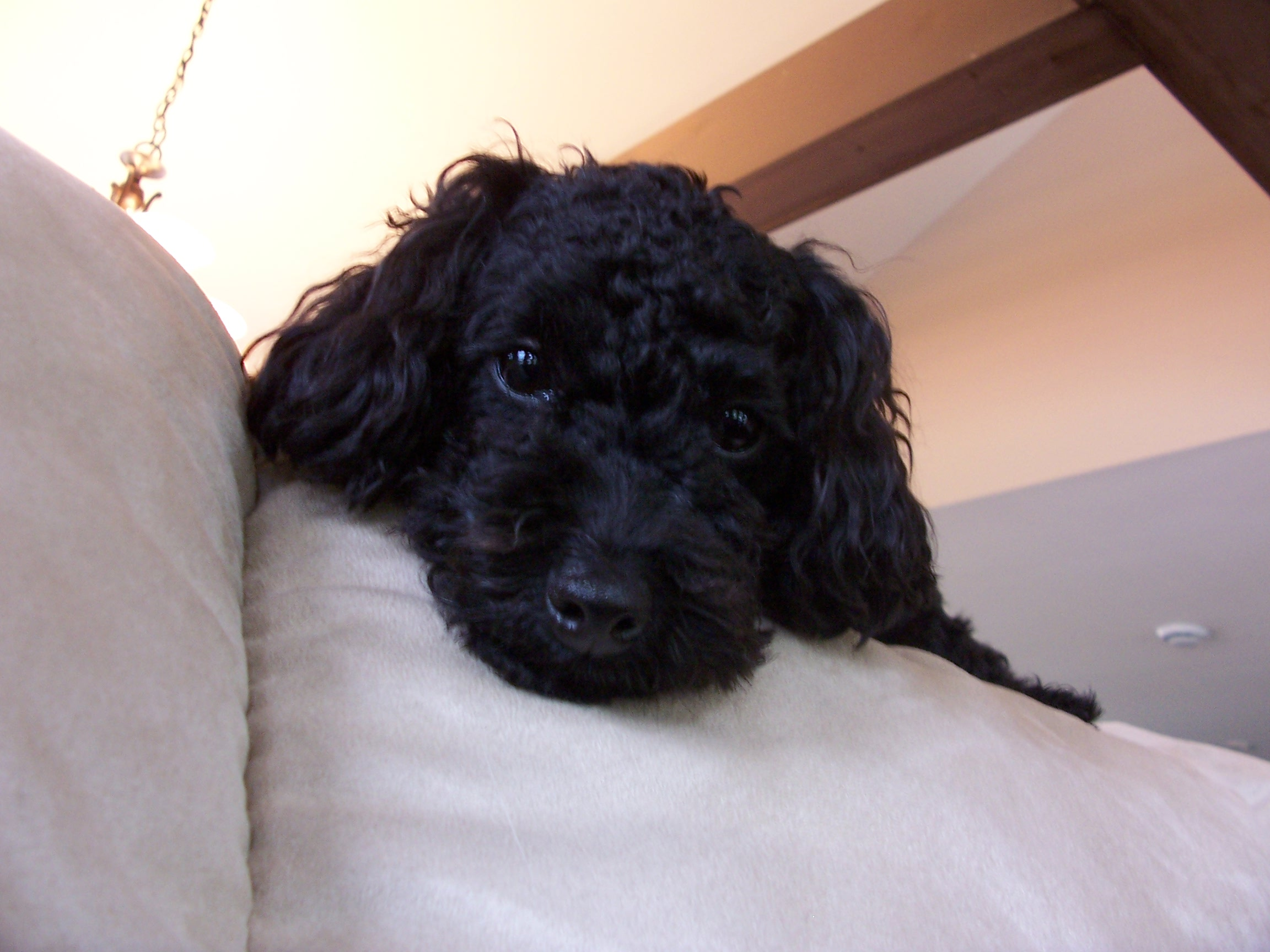
Caniche Noir.

## Croisement

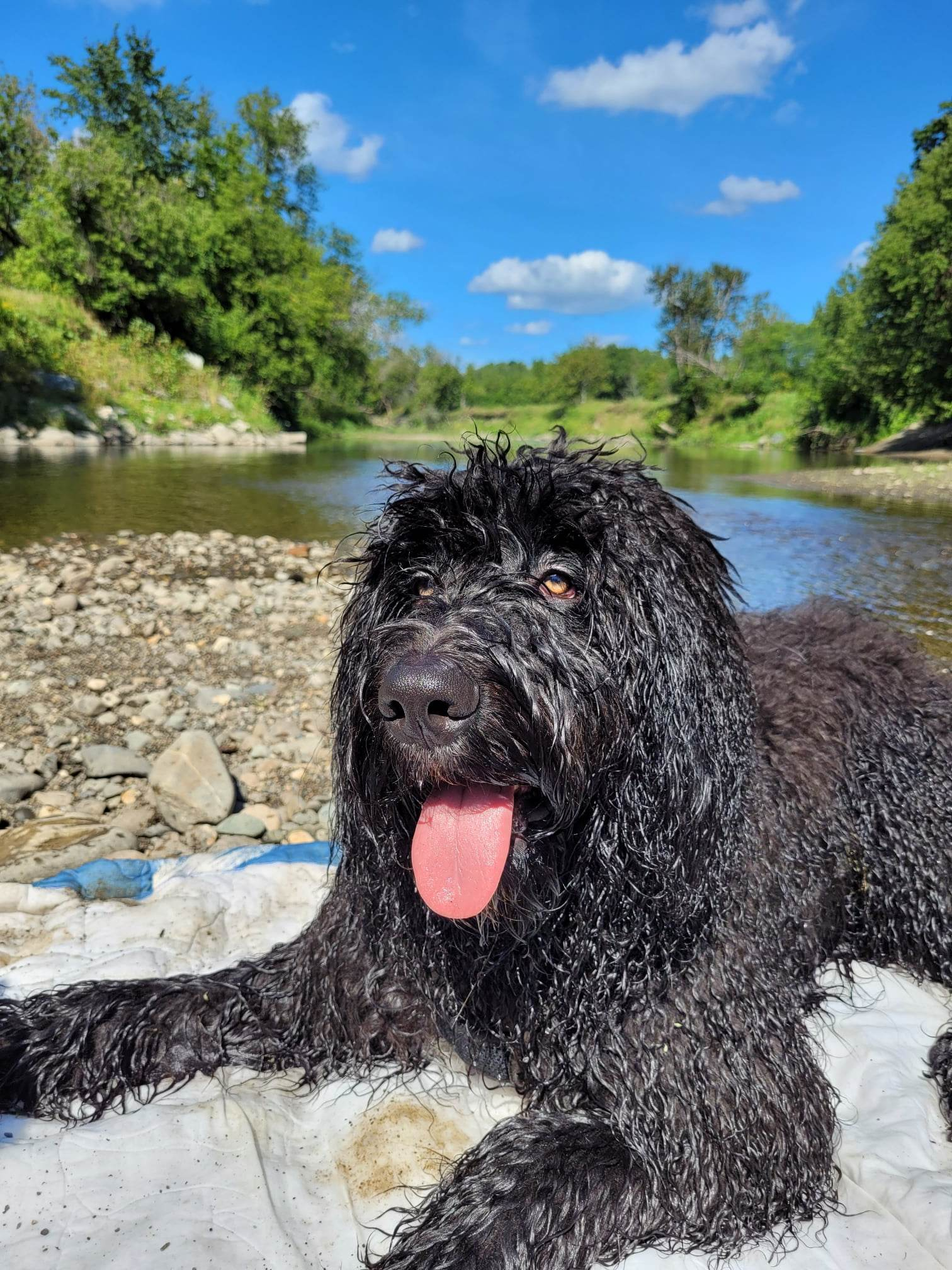
Bernedoodle de taille standard.

L’Australien Wally Conron croise un caniche avec un Labrador retriever dans les années 80 afin d'optenir un chien guide hypoallergène. Afin de vendre les autres chiots plus facilement, il prétend avoir créé une nouvelle race : le Labradoodle. Décision qu'il regrette encore aujourd'hui, puisqu'il se déclenchera alors le phénomène de « designer dogs ».
Des éleveurs non certifiés se mettent soudainement à inventer des races dans un but lucratif en croisant n'importe quel chien avec un caniche, prétendant que les chiots sont hypoallergènes et en leur donnant des noms attrayants. Par exemple le « Shipoo » (caniche croisé avec un shih tzu) et le « Burnedoodle » (caniche croisé avec un bouvier bernois).
Ni reconnues et n'ayant pas de standard, de tests de santé ou de conformité, ces « nouvelles races » ont une génétique imprévisible et les chiens issus de ces croisements ne sont généralement pas hypoallergène tel qu'on le promet aux familles qui les achètent, qui elles, sont souvent mal préparée à l'éducation d'un chiot. Résultat, un grand nombre d'abandons.